# كوارا نو ماشي (وجبة خفيفة)
كوارا نو ماشي (باليابانية: コアラのマーチ) هي عبارة عن وجبة خفيفة بحجم البسكويت مع حشوة حلوة. تم تصنيع المنتج بواسطة لوت جروب ، وتم إصدار المنتج لأول مرة في اليابان في مارس عام 1984. في مايو 1990 ، تم إطلاق المنتج في الولايات المتحدة الأمريكية .
الكوارا نو ماشي يصنع على شكل حيوان الكوالا مع صورة للكوالا على السطح الخارجي للكوارا نو ماشي . تأتي حشوة الكوارا نو ماشي بنكهات مختلفة مثل العسل, الفانيليا, قهوة الاتيه والموز بما في ذلك الموز المجمد. النكهات الأكثر شيوعًا للكوارا نو ماشي هي الفراولة والشوكولاتة ، وهما من النكهات المتوفرة في الولايات المتحدة الأمريكية ، جنبًا إلى جنب مع الشوكولاتة البيضاء. تأتي هذه الوجبة الخفيفة أيضًا بنكهة الأناناس ، على الرغم من ندرته مقارنة بالنكهات الأخرى.
لديهم أيضًا بطاقات تسمي الأنواع المختلفة من حيوان "الكوالا".

## اقرأ أيضا
- هيلو باندا

## روابط خارجية
- موقع Koala's March USA على الويب (مؤرشف)
- قسم Koara no Māchi على موقع Lotte الإلكتروني (باليابانية)